# Nawaf Salameh
Nawaf Salameh (n. 14 septembrie 1965, Marmarita, Siria – d. 20 aprilie 2025, București, România) a fost un om de afaceri român, fondator și Chairman al Alexandrion Group, precum și fondator și președinte al Fundației Alexandrion. 
Îmbinând istoria, tradiția, experiența și pasiunea care datează din 1789, Alexandrion Group a devenit jucătorul cheie pe piața băuturilor alcoolice din Romania, fiind producător și distribuitor de băuturi spirtoase și vinuri. Alexandrion Group are în prezent birouri și filiale în România, Cipru, SUA , Brazilia și comercializează brandurile din portofoliu în peste 50 de țări din întreaga lume. Aflat în continuă expansiune la nivel global, Alexandrion Group face investiții și activează în sectoare diverse: producerea si comercializarea băuturilor spirtoase și vinuri, turism și ospitalitate, materiale de construcții, imobiliare, agricultură si management sportiv. Hotel New Montana din Sinaia și Sidera Quartz sunt cele mai recente companii afiliate grupului.  
Fundația Alexandrion a fost înființată ca urmare a numeroaselor activități umanitare desfășurate de firmele din cadrul Alexandrion Group în ultimii 20 de ani. Astfel, proiectele de responsabilitate socială ale grupului au fost preluate și au început să fie desfășurate sub umbrela acesteia. Evenimentele desfășurate anual de Fundația Alexandrion sunt: Gala Premiilor Constantin Brâncoveanu, Gala Premiilor Constantin Brâncoveanu în Lume, Gala Premiilor Matei Brâncoveanu, Trofeele Alexandrion și Dezbaterile de la Sinaia.

## Biografie
Nawaf Salameh, fondatorul Alexandrion Group, s-a născut pe 14 septembrie 1965 în Marmarita, o localitate din zona numita Valea Creștinilor din nord-vestul Siriei. Este al treilea fiu din cei cinci ai familiei Salameh. Tatăl său, distribuitor de medicamente și proprietarul unui lanț de farmacii, este cel care l-a ajutat să își dezvolte încă de mic spiritul antreprenorial, în ciuda faptului că părintele său și-ar fi dorit ca fiul să devină farmacist.
Adolescentul Nawaf își ajuta tatăl la farmacia pe care familia o deținea. Părintele său făcea afaceri în stil tradițional. Lucra cu aceeași furnizori fără să mai negocieze. Fiul cel mijlociu avea însă alte viziuni și își făcea timp să caute cele mai bune oferte și să se aprovizioneze de unde era mai avantajos. 
Nawaf Salameh a urmat cursurile școlii primare și gimnaziale în Marmarita, urmate de studii liceale în cadrul Liceului Hanna Bassam din aceeași localitate.
După absolvirea liceului și obținerea diplomei de bacalaureat în 1983, la îndemnul familiei, Nawaf Salameh a optat pentru România în vederea continuării studiilor universitare. 
Anul 1983 a venit cu schimbări majore pentru Nawaf Salameh. Este momentul în care părinții hotărăsc ca fiul lor cel mijlociu să studieze în străinătate. Deși tânărul ajunge în România să studieze medicină, mama sa este cea care alege România, o țară pe care o vedea ospitalieră și cu un învățământ solid. După un an de adaptare, în care învață limba română, Nawaf Salameh este admis la Facultatea de Medicină din cadrul Universitatii de Științe medicale Carol Davila din Bucuresti.
În 1991 Nawaf Salameh își finalizează studiile in medicina cu specializarea în Medicină Generala. Rezidențiatul l-a efectuat în cadrul Spitalului Universitar din Atena, Grecia.
În 2005 a urmat cursurile Colegiului Național de Apărare, pe care l-a absolvit în cadrul celei de a 14-a serii. Între 2010-2013, desfășoară activități specifice de studii doctorale și, în 2013, obține titlul de Doctor în științe militare și informații în cadrul Universității Naționale de Apărare Carol I. 

## Carieră

### Începuturi[7]
Într-o perioadă în care, inclusiv în România, prin schimbările aduse de căderea regimului politic totalitar, orientarea generală către domeniul afacerilor devenise un trend major și atractivitatea pentru experimentarea beneficiilor pieței libere pasiona numeroși tineri intelectuali, Nawaf Salameh s-a decis să încerce o schimbare în plan personal și profesional. Mai întîi în Grecia și Cipru și, apoi, în scurt timp, în România, a început să lucreze pentru și în propriile afaceri.
Anul 1992 îl găsește pe doctorul Nawaf Salameh în biroul său din Atena. Își echivalase studiile și își efectua și rezidențiatul la Spitalul Universitar. În această perioadă, un om de afaceri din Cipru îi propune să exporte ciocolată în Ucraina, iar Nawaf Salameh investește 14.000 de dolari în două tiruri încărcate cu ciocolată și le vinde acolo. Se întoarce de acolo cu 21.000 de mii de dolari. Partenerul său îi propune să repete afacerea. Pentru că producătorul nu dorea să-l crediteze, Nawaf Salameh a obținut un cec în valoare de un milion de dolari de la bancă pentru a putea garanta producătorului și a începe exportul. În același an, mai primește o propunere de afaceri. Un producător din Creta îi propune doctorului Salameh să investească în mica lui fabrică. Producea doar două băuturi: Alexandrion și Kreskova. În ciuda eforturilor depuse, producătorul nu l-a convins să intre în afacere. La insistențele producătorului grec, Nawah Salameh merge în 1993 să viziteze mica fabrică din Creta, acolo unde se producea atunci băutura Alexandrion. Micuța fabrică, de aproximativ 600 de metri pătrați, avea doar doi angajați: cel care venise să îi facă propunerea lui Nawaf Salameh și partenerul acestuia. Nici după ce a vizitat fabrica și biroul înghesuit al celor doi nu era convins. Plecând de la fabrică, însă, ceva s-a întâmplat.
“Era vară, geamurile mașinii erau deschise. Pe drum, toți trecătorii îl salutau pe cel care deținea fabrica. Acest moment mi-a adus aminte de locul în care m-am născut. Acolo, pe o distanță de doi kilometri mă salutam cu aproximativ 50 de oameni. Majoritatea, rude, unchi, mătuși, verișori și verișoare. Acesta a fost momentul în care am decis să fac afacerea cu cei doi greci.”

### Alexandrion (1994-2009)
Nawaf Salameh cumpără cu 20.000 de dolari cea mai mare parte din fabrica Alkon (deschisă în 1989) din Creta, devenind astfel acționar majoritar, și începe să aducă produsele pe piața din România. Deja începe să își contureze viziunea despre viitoarea fabrică ce se va ridica ulterior în localitatea Pleașa din comuna Bucov, județul Prahova, Romania.
Anul 2000 a fost unul al deciziilor strategice. Nawaf Salameh le propune partenerilor greci să mute producția în România. În ciuda insistențelor acestora ca noua fabrică să fie ridicată în Rusia, Nawaf Salameh îi convinge să o construiască în România. Din acest moment, partenerii greci încep să se implice din ce în ce mai puțin în afacere. Prima decizie importantă: în onoarea produsului inițial, firma creată în România este botezată – Alexandrion – nume inspirat de Alexandru cel Mare.
Ulterior, Nawaf Salameh cumpără aproximativ 20 de hectare de teren în satul Pleașa, Comuna Bucov, Județul Prahova, Romania și începe să ridice aici distileriile și o cramă vastă. Tot acum demarează și negocierile pentru achiziția a două fabrici care vor deveni ulterior parte a familiei Alexandrion: fabrica Alexander din Iași – deschisă încă din 1990 și fabrica SAB din Rădăuți, Suceava – fabrica de alcool care funcționa încă din 1789.
În același timp, Nawaf Salameh își dezvoltă strategia de business și începe demersurile pentru producția vinarsului Brâncoveanu, cel care avea să devină produsul și brandul premium al companiei.
După patru ani de negocieri, cele două fabrici: Alexander și SAB ajung sub umbrela Alexandrion. Toată experiența și istoria fiecăreia dintre ele sunt acum înglobate în familia produselor Alexandrion.
Anul 2006 este plin de savoare. Savoarea vinarsului Brâncoveanu, care după ani de maturare, a fost degustată pentru prima dată în cadrului unui eveniment grandios de lansare la Opera Română. În următorii cinci ani deja, vinarsul Brâncoveanu devine cel mai apreciat produs din România, din categoria lui.

### Extinderea globală (2009 - prezent)
Intrarea României în Uniunea Europeană deschide piața de business și pentru oamenii de afaceri români. Alexandrion nu pierde timpul și începe să dezvolte parteneriate cu marii producători de băuturi alcoolice din lume. Legăturile astfel create fac ca produsele Alexandrion să ajungă în marile piețe ale lumii, iar cele ale partenerilor intră pe piața din România. Tot acum este și momentul în care partenerii greci se retrag definitiv din afacerea Alexandrion.
2017 este un an definitoriu pentru Alexandrion, fiind anul formării grupului, Alexandrion Group. Pe lângă distileriile și firma din România, în luna iunie, este deschis biroul de operațiuni globale din Cipru. Tot acum încep și primele operațiuni în Brazilia. Este momentul în care începe cu adevărat expansiunea globală cu o structură mult mai puternică, având baza solidă construită pe parcursul anilor, o strategie internațională nou dezvoltată și planuri de extindere globală bine conturate.
Grupul Alexandrion se dezvoltă continuu și devine un “jucător” global, iar, pentru a ajuta la navigarea în această călătorie de expansiune, introduce o nouă structură de tip corporație în iunie 2018 și face o serie de investiții în sectoare diverse: materiale de construcții, imobiliare, turism și agricultură. Hotel New Montana din Sinaia și Sidera Quartz sunt două dintre companiile recent afiliate grupului.
Un factor decisiv pentru schimbările interne a fost și achiziția Halewood Wines & Spirits România care a adus șase noi companii din domeniul producției de vin, 200 de angajați noi și 200 de hectare de viță de vie care produc circa 5 milioane de litri de vin anual. Încă din 2017, Nawaf Salameh a anunțat intenția de a se extinde pe piața americană, proiectul concretizându-se în vara lui 2018 când grupul Alexandrion a primit avizul din partea autorităților americane pentru a construi prima distilerie din SUA, în orașul Carmel din statul New York, cu o investiție inițială de 100 de milioane de dolari. După finalizarea construcției, în anul 2020, noua distilerie va produce băuturi spirtoase premium, adaptate pieței din S.U.A., cum ar fi whisky, bourbon, gin, brandy și vodcă. Aceste produse vor fi distribuite în S.U.A., dar vor fi exportate și în cele 50 de țări în care grupul distribuie în prezent portofoliul existent.
În acest moment, Alexandrion Group deține birouri și filiale în România, Cipru, SUA și Brazilia. 

### Mentoring Generations by Brâncoveanu
Următorul pas pentru Alexandrion Group în extinderea globală a fost acela de a se implica nu doar pe piața de retail internațională, dar și în comunitatea din diaspora pentru a crea o conexiune între oferta din portofoliu, valorile promovate și clienții internaționali. Ideea Mentoring Generations by Brâncoveanu a pornit de la Global Brand Ambasador Vinars Brâncoveanu, Marinela V. Ardelean, care reprezintă brandul la nivel global prin expertiza ei în industria băuturilor alcoolice.  Mentoring Generations by Brâncoveanu este un club premium, destinat exclusiv membrilor, bazat pe puterea relațiilor personale, împărtășirea cunoștințelor, dorința de perfecționare, curajul de a spune o poveste de viață, conectarea la experiențele altora și nu în ultimul rând dorința de a învăța să devii cea mai bună versiune a ta, de la cei mai buni. Mentoring Generations by Brâncoveanu își propune formarea unei comunități selecte a femeilor de pretutindeni, o comunitate care nu îi exclude pe bărbați și care va reprezenta o sursă de inspirație și o platformă dinamică de mentoring, networking și learning.

### Single Malt Society
Pentru piața din Romania, Nawaf Salameh și-a asumat rolul de a sprijini educarea consumatorului pentru ca acesta să cunoască și să înțeleagă mai bine savoarea consumului  de  whisky.
Misiunea Single Malt Society este aceea de a-i aduce laolaltă, atât pe pasionații de single malt, cât și pe cei care abia descoperă aroma deosebită a acestei băuturi. Single Malt Society va deveni cea mai mare comunitate din România dedicată single malt-ului, comunitate în care membrii au acces la informații constant actualizate despre acest tip de whisky și experiențe premium.
Single Malt Society are la bază un know-how de peste 20 de ani în domeniu. Fondatorul său, Nawaf Salameh, este singurul reprezentant din estul Europei care a fost investit cu titulatura de Keeper of the Quaich în 2016, pentru contribuțiile aduse în promovarea whisky-ului pe plan local. Prin recunoașterea oferită, Single Malt Society împrumută din valorile acestei organizații scoțiene atât de distinse și la care foarte puțini oameni din întreaga lume au acces, punând accent pe calitate, pasiune și rafinament.

## Fundația Alexandrion - CSR
Fundația Alexandrion a fost înființată ca urmare a numeroaselor activități umanitare desfășurate de firmele din cadrul Alexandrion Group în ultimii 20 de ani. Astfel, proiectele de responsabilitate socială ale grupului au fost preluate și au început să fie desfășurate sub umbrela acesteia.

### Premiile Constantin Brâncoveanu și Matei Brâncoveanu
Cele mai importante demersuri ale Fundației sunt legate de sfera culturală – Gala Premiilor Constantin Brâncoveanu, ajunsă în 2018 la cea de-a cincea ediție, și Gala Premiilor Matei Brâncoveanu, ajunsă deja la a patra ediție.
Fundația Alexandrion a organizat prima ediție a Premiilor Constantin Brâncoveanu în 2014, în cinstea valorilor culturii române și a personalităților care au parcurs o carieră unanim recunoscută. Personalitățile premiate fac parte din toate domeniile culturii, artei și științei – fie că vorbim de literatură, istorie, muzică, teatru sau film, științe sociale sau arhitectură, medicină sau economie. Președinte al juriului este distinsul academician, profesor Dan Berindei, care a prezidat edițiile din 2014, 2015, 2016, 2017 și 2018. Trofeul oferit la Gala Premiilor Constantin Brâncoveanu este o sculptură de bronz originală (semnată inițial de Ioan Bolborea, iar din 2018 de Marian Cazacu după organizarea unui concurs pentru un nou trofeu), precum și posibilitatea ca Fundația să sponsorizeze un proiect al câștigătorului, odată întrunită susținerea Consiliului Director al Fundației Alexandrion. Premiile Constantin Brâncoveanu sunt menite să promoveze valorile și viziunea unui mare domnitor care a menținut pacea în țară timp de 25 de ani și care a fost un mare susținător al artei, științei și culturii. Fundația contribuie la inițiative de refacere a unor lăcașe de cult, de lansare de cărți, de scriere de piese de teatru și chiar de organizare a unor tabere de creație.
Din toamna lui 2017, Gala Premiilor Constantin Brâncoveanu începe să se extindă. Ceremonii similare celei organizate  în România au loc și în diaspora. Astfel, Fundația Alexandrion găzduiește evenimente asemănătoare în Londra (2017) și în Munchen (2018).  
Inițiativa de extindere globală a grupului se reflectă și în Fundația Alexandrion care țintește evoluția acestor Premii la nivel mondial. Astfel,  în data de 27 noiembrie organizează, la New York Public Library, în SUA un eveniment de anvergură intitulat “ Gala Constantin Brâncoveanu Internațional”. Distincțiile sunt oferite personalităților culturale și științifice din întreaga lume și vor fi organizate an de an cu din dorința de le transforma în timp într-o  tradiție la nivel global. 
După succesul Premiilor Constantin Brâncoveanu oferite de Fundația Alexandrion în România au fost voci care au întrebat: “Și pentru tinerii valoroși din artă și cultură când veți face ceva similar?” Astfel că urmarea firească pentru Fundația Alexandrion și pentru președintele acesteia, Nawaf Salameh, a fost dezvoltarea unui proiect și pentru cei care sunt la început de carieră, dar care dau dovadă de multă pasiune și implicare în ceea ce fac, contribuind astfel la dezvoltarea și îmbunătățirea domeniilor în care și-au asumat să profeseze. Astfel, au luat naștere în 2015 Premiile Matei Brâncoveanu, botezate după mezinul voievodului martir, tânăr care s-a sacrificat alături de tatăl său pentru țară și credință.

### Trofeele Alexandrion
Sportul a fost, este și va fi mereu o prioritate pentru Fundația Alexandrion și pentru președintele ei, Nawaf Salameh. Pentru cei mai buni sportivi români și pentru performanțele lor din fiecare an, Fundația Alexandrion oferă Trofeele Alexandrion. Evenimentul anual este dedicat sportivilor care, prin reușitele lor, au devenit mândria tuturor românilor și au făcut cunoscută România pe harta lumii.
De-a lungul timpului, Fundația Alexandrion și-a pus amprenta și în susținerea performanțelor sportului românesc. Trofeele Alexandrion, care onorează performanța internațională a sportivilor români, au în 2018 cea de-a treia ediție. Fundația a fost alături de Comitetul Olimpic și Sportiv Român la Olimpiadele din 2004 de la Atena, din 2008 de la Beijing și din 2012 de la Londra. Sprijinul acordat s-a concretizat în crearea unor condiții de pregătire de înalt nivel care să le permită tinerilor sportivi obținerea unor rezultate cât mai bune. Totodată a fost promovat un stil de viață sănătos, în care sportul ocupă un loc important.

### Dezbaterile de la Sinaia
Un alt proiect al Fundației este cel al Dezbaterilor de la Sinaia. Scopul sistemului de dezbateri organizat la Sinaia de către Fundația Alexandrion este să asigure cadrul optim pentru dezbaterea pe podium a temelor de importanță crucială de pe agenda actualității, cu participarea unor specialiști de vârf în tema pusă în discuție. Se dă expresie diversității de abordări din viața reală și se încurajează căutarea cooperativă a soluțiilor în interes public. Prima ediție a Dezbaterilor de la Sinaia a avut loc în martie 2018, cu tema „Statul de drept. Premise, condiții, funcționare”. Lucrările primei ediții au fost tipărite sub acest titlu de către Editura Meteor (București) și sunt accesibile publicului interesat. Cea de- a doua ediție  s-a desfășurat  în octombrie 2018, la Hotelul New Montana din Sinaia cu tema „Economia Estului. Postausteritatea și perspectivele”. La ediția a 2-a a Dezbaterilor de la Sinaia au fost invitați economiști și decidenți economici de largă notorietate din România și din alte țări ale Uniunii Europene, precum și din afara Europei, personalități de succes, actuali și foști miniștrii ai economiei, directori, manageri de firme și bănci, profesori universitari, lideri ai sindicatelor, edituri și publicații de specialitate. Pentru a educa comunitatea aceste reuniuni sunt deschise publicului larg.

## Viața privată
Comunitatea creștină din Marmarita, agregată cu mult timp înainte de constituirea primelor nuclee de adepți ai islamului din arealul montan căruia îi aparține așezarea, a fost întemeiată de cinci familii ai căror urmași, peste generații, pot fi încă găsiți în zona Homs sau în diverse localități învecinate. Familia Salameh este una dintre ele. Mtanios Salameh, tatăl lui Nawaf Salameh, de profesie farmacist, și-a desfășurat activitatea spre binele locuitorilor pașnici ai Marmaritei peste 55 de ani. Reda Salameh, mama lui Nawaf Salameh, a decedat în 2013. Reda și Mtanios Salameh au avut cinci copii. Nawaf Salameh este căsătorit și are trei copii. 

## Lucrări publicate
- Securitatea economică într-o lume globalizată – Editura Universitatii Nationale de Aparare Carol I București, 2013, co-autor